# Carex altaica
Carex altaica là một loài thực vật có hoa trong họ Cói. Loài này được Gorodkov mô tả khoa học đầu tiên năm 1930.